# 3001 км
3001 км — упразднённый населённый пункт (тип:остановочная платформа) в Барабинском районе Новосибирской области. Входил в состав Устьянцевского сельсовета.

## История
Исключен из учетных данных в 2009 году.